# Foe (unité)
Un foe est une unité d'énergie égale à 1044 joules ou 1051 ergs, utilisée pour exprimer la quantité d'énergie relâchée par une supernova.
Le mot est un acronyme issu de l'expression [ten to the power of] fifty-one ergs ([dix à la puissance] cinquante-et-un ergs en anglais). Il a été inventé par Gerald Brown de l'université de Stony Brook lors de travaux avec Hans Bethe.
L'aspect pratique de cette unité vient de ce qu'elle correspond à une énergie mesurable dans une durée limitée (qui est de l'ordre de quelques secondes) typique de l'explosion d'une supernova.

## Exemples
En comparaison, le Soleil devrait émettre sous la forme de rayonnement lumineux, pendant toute son existence : 
3,827 × 1026 W × 3,1536 × 107 s/an × 1010 ans ≈ 1,2 foe
Un foe correspond à environ 186,3 fois l'énergie de masse de la Terre.